# 汉斯·艾克
汉斯·艾克（德語：Hans Eicke，1884年12月1日—1947年8月22日），德国男子田径运动员，主攻短跑。他曾代表德国参加1908年夏季奥林匹克运动会田径比赛，获得男子混合接力银牌。